# You Are (album van Eggs & Dogs)
You are is een studioalbum van Tomas Bodin. Het had een aantal soloalbums afgeleverd (hij speelde nog steeds bij The Flower Kings) en vond het tijd voor een muziekgroep. Het album verscheen onder de bandnaam Eggs & Dogs. Voor de muziek etc. maakte dat weinig uit; het was nog retro-progressieve rock in de stijl van Genesis uit hun beginjaren. Het album is opgenomen in diverse geluidsstudios in Zweden, waarbij direct de vraag kan worden gesteld of alle musici die hieronder genoemd zijn, elkaar hebben gezien tijdens de opnamen.
You are is deel twee in een trilogie, waarvan deel drie in 2011 nog niet is verschenen (eerste deel I am). Het thema van deze trilogie is het leven zelf.  Tomas Bodin was (destijds) gezien zijn liedjes geen liefhebber van de actrice Nicole Kidman, maar hij is daarin niet consequent. Kidman wordt eerst afgeschilderd als het verkeerde voorbeeld bij het steeds maar weer afvallen (Poor Lucille) totdat je niets anders bent dan een zak beenderen ("Mrs Kidman is as hot as a bag of bones"). In Silicone bimbo run wordt ze als voorbeeld van schoonheid ("Mrs Kidman she’s looking so hot") aangedragen voor de vele jonge meisjes die een kans willen wagen in de filmindustrie van Hollywood.   

## Musici
Eggs & Dogs:
- Michael Stolt – zang, basgitaar (Michael is de broer van Roine Stolt)
- Jocke JJ Marsh – gitaar
- Tomas Bodin – toetsinstrumenten
- Marcus Lilljequist – slagwerk

Met medewerking van:
- Simon Åkesson – achtergrondzang
- Hasse Fröberg – achtergrondzang
- Janne Hellman – achtergrondzang
- Leneh – achtergrondzang
- Pernilla Bodin – achtergrondzang
- Peter Lindberg – gitaar
- Ulf Lovéus – gitaar
- Alexander Lundberg – cello
- Mats Johansson – hoorn
- Samuel Bodin – gitaar
- Adam Bodin – achtergrondzang
- Moa Berglund – achtergrondzang
- Petrus Koningson – gelach
- Bony – schreeuwerige baas
- Renee Fischer, Don Cassidy - radiostemmen

## Muziek
Alle nummers van Tomas Bodin

| Nr. | Titel                                                                                      | Duur  |
| --- | ------------------------------------------------------------------------------------------ | ----- |
| 1.  | You are (over eenzaamheid en angst)                                                        | 9:07  |
| 2.  | Poor Lucille (over anorexia)                                                               | 12:10 |
| 3.  | Food (over boulimia nervosa)                                                               | 8:01  |
| 4.  | Dad is coming home (over seksverslaving)                                                   | 11:12 |
| 5.  | Private skies (over drugsverslaving)                                                       | 9:27  |
| 6.  | American standards (over makeovers en eenoudergezinnen in de Afro-Amerikaanse gemeenschap) | 5:36  |
| 7.  | Silicone bimbo run (stuklopen van de loopbaan van veel to-be-actrices)                     | 21:24 |